# Gavaloú
Gavaloú (Gavalou) är en ort i Grekland.   Den ligger i prefekturen Nomós Aitolías kai Akarnanías och regionen Västra Grekland, i den centrala delen av landet, 200 km väster om huvudstaden Aten. Gavaloú ligger 71 meter över havet och antalet invånare är 1 018.
Terrängen runt Gavaloú är kuperad åt sydost, men åt nordväst är den platt. Runt Gavaloú är det ganska tätbefolkat, med 56 invånare per kvadratkilometer. Närmaste större samhälle är Agrínio, 14,9 km nordväst om Gavaloú. I omgivningarna runt Gavaloú växer i huvudsak blandskog.